# Dyckia excelsa
Dyckia excelsa är en gräsväxtart som beskrevs av Elton Martinez Carvalho Leme. Dyckia excelsa ingår i släktet Dyckia och familjen Bromeliaceae. Inga underarter finns listade i Catalogue of Life.